# Vila de Cucujães
Vila de Cucujães, ou Cucujães, est une paroisse civile portugaise (en portugais : freguesia) de la municipalité d'Oliveira de Azeméis dans le district d'Aveiro.

## Géographie
Vila de Cucujães est située au nord-ouest d'Oliveira de Azeméis. Elle est limitrophe des municipalités d'Ovar à l'ouest, Santa Maria da Feira au nord-ouest et São João da Madeira au nord-est.
Elle est desservie par l'itinéraire complémentaire 2 (sorties no 3 et 4).
Vila de Cucujães est arrosée par l'Ul (pt) et son affluent le Cercal, qui confluent au sud de son territoire.

## Toponymie
Son nom provient du latin cucullianis, autrement dit, l'élévation de la terre, du lot.

## Démographie
Lors du recensement de 2021, Vila de Cucujães compte 9 962 habitants. C'est alors la 2e paroisse la plus peuplée de la municipalité, derrière Oliveira de Azeméis, Santiago de Riba-Ul, Ul, Macinhata da Seixa e Madail (20 665 habitants).